# Eutaeniophorus festivus
Eutaeniophorus festivus är en fiskart som först beskrevs av Erik Bertelsen och Marshall, 1956.  Eutaeniophorus festivus ingår i släktet Eutaeniophorus och familjen Cetomimidae. Inga underarter finns listade i Catalogue of Life.